# Alianza Uruguaya por el Sufragio Femenino
La Alianza Uruguaya por el Sufragio Femenino, o sencillamente Alianza, fue la organización de sufragio de mujeres en Uruguay y el movimiento fundamental en la historia de la lucha por los derechos de las mujeres en Uruguay, destacándose por su rol en la consecución del derecho al voto femenino en el país. 
Creada en 1919, aglutinó a diversas feministas y líderes sociales que abogaron por la igualdad de derechos políticos para las mujeres uruguayas. Su importancia radica en la consecución de este derecho, y en su capacidad para organizar y movilizar a las mujeres de distintas clases sociales y sectores, marcando un hito en la historia de los derechos civiles en Uruguay.

## Historia
El contexto político de la época, marcado por el auge de movimientos sociales en América Latina y el mundo, propició el surgimiento de organizaciones como la Alianza, que lucharon por obtener el derecho de las mujeres al sufragio. 
Fue fundada en 1932 como respuesta a la creciente demanda de participación política de las mujeres en Uruguay. La creación de la Alianza fue impulsada por figuras clave como Fanny de Bérgamaschi, Paulina Luisi y Emilia Bernini, quienes ya tenían una destacada trayectoria en la lucha por los derechos de las mujeres. 
Como antecedente, el Consejo Nacional de Mujeres del Uruguay (CONAMU), creado en 1916 por Paulina Luisi, luego, en agosto de 1919 se crea la Alianza cofundada también por Paulina Luisi, rompiendo con el CONAMU y concentrando la presión en las Cámaras de Diputados y Senadores en 1920 para la promulgación del sufragio de las mujeres. La Alianza fue un afiliado de la Alianza Internacional de las Mujeres por el Sufragio (IWSA).
En 1923, cambia su nombre por Alianza Uruguaya de Mujeres, con el objetivo de incluir la conquista de otros derechos más allá del voto, como económicos y sociales. En 1929 se modificó su programa, colocando la igualdad legal de las mujeres como su principal objetivo, y relegando el sufragio femenino al quinto lugar en su lista de prioridades.
La lucha por el voto femenino en Uruguay no fue fácil. Las primeras peticiones formales se realizaron a fines del siglo XIX, pero no fue sino hasta la década de 1930 que el movimiento se consolidó y ganó fuerza. A lo largo de los años, la Alianza organizó protestas, marchas y campañas de concientización en diversas partes del país, exigiendo la inclusión de las mujeres en el proceso electoral.
Una de las principales victorias de la Alianza fue la obtención de la Ley 15.739 en 1938, que permitió a las mujeres votar en las elecciones nacionales. Sin embargo, la plena implementación de este derecho no se dio hasta las elecciones de 1946, cuando las mujeres pudieron votar por primera vez de manera efectiva, luego de la promulgación de nuevas leyes que permitieron la participación femenina en las urnas.

## Principales protagonistas
Entre las figuras más representativas de la Alianza Uruguaya por el Sufragio Femenino se destacan:
- Paulina Luisi: fue una de las principales precursoras del feminismo en Uruguay. Médica y activista, su participación fue fundamental en la creación de la Alianza y en la defensa de los derechos políticos de las mujeres. Su trabajo también incluyó la promoción de la educación femenina y la mejora de las condiciones laborales para las mujeres.
- Fanny de Bérgamaschi: esta pedagoga y escritora fue otra de las líderes más importantes del movimiento sufragista uruguayo. A lo largo de su vida, de Bérgamaschi trabajó incansablemente en la organización de mujeres y en la denuncia de la discriminación social y política hacia ellas.
- Emilia Bernini: activista y feminista, fue otra de las grandes impulsoras del derecho al voto femenino en Uruguay. Fue miembro activo de la Alianza y jugó un rol clave en las negociaciones con los partidos políticos para conseguir el derecho de las mujeres al voto.

## Importancia
La Alianza Uruguaya por el Sufragio Femenino es considerada uno de los movimientos más trascendentales en la historia de Uruguay. Su éxito en la obtención del sufragio femenino en 1938 marcó un antes y un después en la participación política de las mujeres en el país, un cambio que repercutió en toda América Latina. Este logro se convirtió en un símbolo de la lucha por la igualdad de derechos entre hombres y mujeres y ayudó a inspirar a otras naciones latinoamericanas en su propio camino hacia el reconocimiento del voto femenino.
La Alianza también jugó un papel fundamental en la transformación social de Uruguay, ya que sus miembros promovieron una visión integral de la emancipación femenina que abarcaba no solo el derecho al voto, sino también la igualdad de oportunidades en educación, trabajo y salud. La organización tuvo un impacto significativo en la política y la sociedad uruguaya, ayudando a consolidar los cimientos de la democracia moderna en el país.